# Pandanus forsteri
Pandanus forsteri är en enhjärtbladig växtart som beskrevs av Charles Moore och Ferdinand von Mueller. Pandanus forsteri ingår i släktet Pandanus och familjen Pandanaceae.
Artens utbredningsområde är Lord Howeön. Inga underarter finns listade.